# Leadtek
A Leadtek grafikus kártyák gyártására, valamint kutatásra és fejlesztésre összpontosító vállalat.

## Termékei
A Leadtek számítástechnikai részlegének termékei a WinFast 3D grafikus gyorsítókártyák (NVIDIA GeForce alapú, otthoni számítógépekhez és munkaállomásokhoz), valamint alaplapok és multimédia kártyák.
A Leadtek kommunikációs részlege videótelefon, biztonsági rendszer és helymeghatározó (GPS) termékekkel bővíti a cég kínálatát.